# USS John Adams (1799)
Pour les autres navires du même nom, voir USS John Adams et USS Adams.
L’USS John Adams est une frégate construite pour l'United States Navy en 1799. Elle participe activement à la quasi-guerre, la guerre de Tripoli, la guerre anglo-américaine de 1812, la guerre américano-mexicaine et la guerre de Sécession. Entretemps, elle est convertie en corvette, puis reconvertie en frégate pour les besoins du service. Elle sera finalement vendue en 1867.